# Тулан (деревня)
 Тулан  — деревня в Нолинском районе Кировской области. Входит в состав Медведского сельского поселения.

## География
Расположена на расстоянии примерно 14 км на юго-восток от райцентра города Нолинск.

## История
Известна с 1802 года как починок с 8 дворами. В 1873 году дворов 16 и жителей 118, в 1905 (уже деревня) 23 и 112, в 1926 22 и 112, в 1950 21 и 75, в 1989 26 жителей.  

## Население
Постоянное население составляло 19 человека (русские 100%) в 2002 году, 11 в 2010.